# Josué Sánchez
Josué Sánchez Camposano (Guayaquil, 10 de agosto de 1987) es un administrador, empresario y político ecuatoriano. Ejerció como vicealcalde de Guayaquil, desde 15 de mayo de 2019 hasta el 14 de mayo de 2023.

## Biografía
Graduado del Liceo Panamericano, a los 20 años ingresa a trabajar dentro del Municipio de Guayaquil como parte del Departamento de Justicia y Vigilancia. Fue escalando gradualmente hasta ser jefe de Delegados y ocupar otros cargos dentro de la institución. Se graduó de la Universidad Casa Grande a los 23 años como Ingeniero de Administración en el 2010. En el mismo año, abre su propio negocio de restaurantes.

## Ámbito político
En 2013 renunció a su empleo dentro del Municipio de Guayaquil para lanzarse a la política, como candidato a Concejal de la ciudad de Guayaquil del distrito 2 por la alianza del PSC-Madera de Guerrero. Ganó su puesto en las elecciones municipales de Guayaquil de 2014, y como tal, promueve proyectos para la juventud, como "Oye Guayaquil" y "Emprende Guayaquil", cambiar el nombre del Puente de Zigzag de la ciudad de Guayaquil a "Paseo de la Juventud", entre otros. Fundó la Escuela de Liderazgo y Formación Política denominada 'La Cantera'.

### Vicealcalde de Guayaquil
Es reelecto como concejal en las elecciones municipales de Guayaquil de 2019, y en dicho período es electo como vicealcalde de Guayaquil en la administración de la alcaldesa Cynthia Viteri.